# Akazukin Chacha
Akazukin Chacha (japanisch 赤ずきんチャチャ) ist eine japanische Shōjo-Manga-Serie von Min Ayahana, die von 1991 bis 2000 erschien. Die Serie basiert lose auf dem Märchen Rotkäppchen und folgt den Abenteuern einer Zauberschülerin namens Chacha, die gewöhnlich einen roten Kapuzenmantel trägt, während sie die Wahrheit über ihre Familie sucht und das Königreich gegen seine Feinde verteidigt.

## Inhalt
Akazukin Chacha erzählt von den Abenteuern der Zauberschülerin Chacha, die ein rotes Käppchen trägt und beim Lehrer Seravi in die Klasse geht. Eines Tages macht sich Chacha in Begleitung ihrer Freundin Shiine und des Werwolfjungen Riiya auf die Suche nach ihrer wahren Identität und ihre Familie. Bei ihrer Reise durch ihre heimischen Mochi-Mochi-Berge begegnen ihnen viele Gefahren. Mit ihrem magischen Anhänger und der Hilfe ihrer Freundin kann sich Chacha in eine junge Zauberin namens Magical Princess verwandeln. In dieser Form ist sie mächtiger und kann die Gegner besiegen, die ihr vom Dämonenkönig entgegen gesandt werden. Dieser will das Mädchen töten, um einen Fluch von sich zu nehmen, den Chachas Großvater ausgesprochen hat. Außerdem muss sich Chacha einigen Rivalen aus ihrer Schule stellen.

## Charaktere
- Chacha (チャチャ): Die 12 Jahre alte Heldin der Geschichte eine ungeschickte Zauberin mit einem roten Käppche.
- Riiya (リーヤ): Chachas bester Freund. Er ist ein sehr starker Werwolf
- Shiine (しいねちゃん): Chachas beste Freundin
- Yakko-chan (やっこちゃん): Die Magierin hat sich auf Tränke spezialisiert. Sie trägt den schwarzen Umhang und ist Chachas Rivalin. Sie ist in der gleichen Klasse wie Chacha, Riiya und Shiine und in Seravy verliebt, seit sie klein war.
- Orin (お鈴): Eine kleine Ninja und in der gleichen Klasse von Chacha, Riiya und Shiine.
- Marine (マリン): Die Sirene, die in Riiya und den schlimmsten Feind von Chacha verliebt ist
- Seravy (セラヴィー): Der größte Zauberer und der Meister von Chacha. Seine kleine Puppe Elisabeth (エリザベス) sieht aus wie Dorothy, als sie klein war.
- Dorothy (どろしー): Herrin von Shiine und Kindheitsfreund von Seravy.
- Dr. Mikeneko (ミケネコ博士): Erfinder der Riesenroboter und Pilot von Nyandabar.
- Rascal (ラスカル): Lehrer der Bananen-Klasse.
- Barabaraman (バラバラマン): Lehrer der Apfel-Klasse und Kindheitsfreund von Rascal.

## Veröffentlichung
Der Manga wurde von Shūeisha in der Manga-Zeitschrift Ribon von 1991 bis 2000 veröffentlicht und später in 13 Sammelbänden herausgegeben. Eine chinesische Übersetzung erschien bei Daran Culture Enterprise.
Eine Fortsetzung des Mangas erschien zunächst 2011 in Form von zwei Einzelkapiteln und schließlich ab Juni 2012 in Serie im Magazin Cookie von Shūeisha. Der Manga unter dem Titel Akazukin Cha Cha N wurde im Juli 2019 abgeschlossen und auch in fünf Bänden gesammelt veröffentlicht.

## Anime-Adaption
Eine 74-teilige Anime-Fernsehserie, die auf dem Manga basiert, wurde von Studio Gallop animiert. Regie führte Hatsuki Tsuji und das Charakterdesign entwarf Hajime Watanabe. Die künstlerische Leitung lag bei Shichirō Kobayashi und für die Kameraführung war Yasunori Hayama verantwortlich. Kazuya Tanaka war für den Ton zuständig und die Produzenten waren Akio Wakana, Noriko Kobayashi und Yoko Matsushita.
Der Anime wurde erstmals vom 7. Januar 1994 bis zum 30. Juni 1995 von TV Tokyo ausgestrahlt. Es folgte eine Fortsetzung als Original Video Animation mit drei Folgen zu je 30 Minuten, die vom 6. Dezember 1995 bis zum 6. März 1996 veröffentlicht wurde. 1998 zeigte Cartoon Network in Südostasien eine englische Fassung, außerdem wurde sie im italienischen und philippinischen Fernsehen gezeigt. In Südkorea wurde eine koreanische Fassung veröffentlicht.

### Synchronsprecher
| Rolle           | Japanische Sprecher (Seiyū) |
| --------------- | --------------------------- |
| Akazukin Chacha | Masami Suzuki               |
| Riiya           | Shingo Katori               |
| Shiine          | Noriko Hidaka               |
| Yakko           | Mayumi Akado                |
| Orin            | Noriko Namiki               |
| Marine          | Tomo Sakurai                |
| Seravy          | Tōru Senrui                 |
| Dorothy         | Junko Ōtsubo                |

### Musik
Die Musik komponierten Osamu Tezuka und Toshihiko Sahashi. Für den Vorspann verwendete man das Lied Kimi iro Omoi von SMAP und die Abspanne sind unterlegt mit den Liedern:
- Egao ga Sukidakara (笑顔が好きだから) von Shoko Sawada
- Chacha ni Omakase (チャチャにおまかせ) von Masami Suzuki, Tomo Sakurai und Mayumi Akado
- Yōkoso Magical School e (ようこそマジカル・スクールへ) von Masami Suzuki und Magical Study

## Rezeption
Die Anime Encyclopedia schreibt, der Anime sei in vielem ein Klon von Sailor Moon, biete aber mehr als nur die nachgemachten Elemente. Sie nehme sich die Zeit, ihre Fantasy-Welt zu erkunden und zu erklären, was die Possen der Protagonisten umso reizvoller mache.